# جين تومبكينز
جين تومبكينز (بالإنجليزية: Jane Tompkins)‏ هي أكاديمية أمريكية، ولدت في 1940 في نيويورك في الولايات المتحدة.